# Rheumaptera badiaria
Rheumaptera badiaria är en fjärilsart som beskrevs av Edwards 1885. Rheumaptera badiaria ingår i släktet Rheumaptera och familjen mätare. Inga underarter finns listade.